# Partito Verde (Romania)
Il Partito Verde - I Verdi (in romeno Partidul Verde - Verzii) è un partito ambientalista rumeno e membro del Partito Verde Europeo.
Il Partito dei Verdi è l'unico partito politico in Romania membro dei Verdi europei. È membro a pieno titolo del Partito dei Verdi europei (PVE), rappresentato da I Verdi/Alleanza Libera Europea al Parlamento europeo. Il Partito dei Verdi di Romania ha un voto nel Consiglio dell'EGP, il forum allargato della leadership dei Verdi europei, che si riunisce due volte l'anno.

## Storia
Il Partito dei Verdi è stato fondato nel novembre 2005 da Gheorghe Ionicescu. Ha partecipato alle elezioni presidenziali del 2009, sostenendo la candidatura di Remus Cernea alla presidenza della Romania. Sempre nel 2009, Ionicescu è morto e Silviu Popa è stato nominato presidente del Partito dei Verdi al posto di Ionicescu. Popa è stato riconfermato al congresso del partito il 26 settembre 2009 e si è dimesso all'inizio del 2012. Al Congresso del 14 gennaio 2012, Ovidiu Iane è stato eletto presidente di PV. Nelle elezioni amministrative del 2012, PV ha ottenuto 2 sindaci (Iclănzel - Mureș e Azuga - Prahova) e 124 consiglieri locali, con lo 0,87% dei voti a livello nazionale. Nelle elezioni parlamentari del 2012, PV ha ottenuto due deputati (Ovidiu Iane e Remus Cernea), nelle liste dell'USL. Il 13 aprile 2013, il deputato Ovidiu Iane ha annunciato le sue dimissioni dal Partito dei Verdi e l'adesione al PSD.
Nel 2013 il partito si distacca dalla posizione dell'USL sull'estrazione del gas da argille. Il 23 novembre 2013, il deputato Remus Cernea ha lasciato il Partito dei Verdi a causa di divergenze di opinione sulla strategia con cui il partito dovrebbe affrontare le elezioni del Parlamento europeo. Il Partito dei Verdi è entrato nella corsa elettorale per le elezioni del Parlamento europeo del 2014 con una lista di 24 candidati (la lista include anche due colleghi del Partito Ecologista Verde della Repubblica di Moldavia). Il risultato ottenuto è stato di 19.125 voti (0,34% a livello nazionale). Alle elezioni amministrative del 2016, il Partito dei Verdi ha ottenuto un mandato di sindaco (Iosif Josan - Vințu de Jos, Alba) e 52 consiglieri locali in 33 località in 17 contee. Al congresso del 20 luglio 2019, Florin Călinescu è stato eletto presidente del partito.
Il 3 settembre 2022, al Congresso Straordinario del Partito dei Verdi (Verdi), tenutosi a Bucarest, vengono eletti co-presidenti Marius Lazăr e Lavinia Cosma.

## Giovanile del partito - Giovani Verdi
I Giovani Verdi (in romeno Tinerii Verzi) sono l'organizzazione giovanile del Partito Verde. Fondati nel marzo 2022, il 15 agosto 2022 si è svolta la prima Assemblea generale dell'organizzazione.

## Presidenti
- Gheorghe Ionicescu (2005–2009)
- Silviu Popa (2009–2012)
- Ovidiu Iane (2012–2013)
- Constantin Damov (2013 – febbraio 2019)
- Adi-Maria Simoiu (febbraio 2019 – luglio 2019)
- Florin Călinescu (luglio 2019 – 2022)
- Marius Lazar e Lavinia Cosma (2022 – maggio 2023)

nella disputa tra Lazar/Cosma da un lato e Bogdan Botea e Rodica Bărbută (dal giugno 2023).

## Simboli

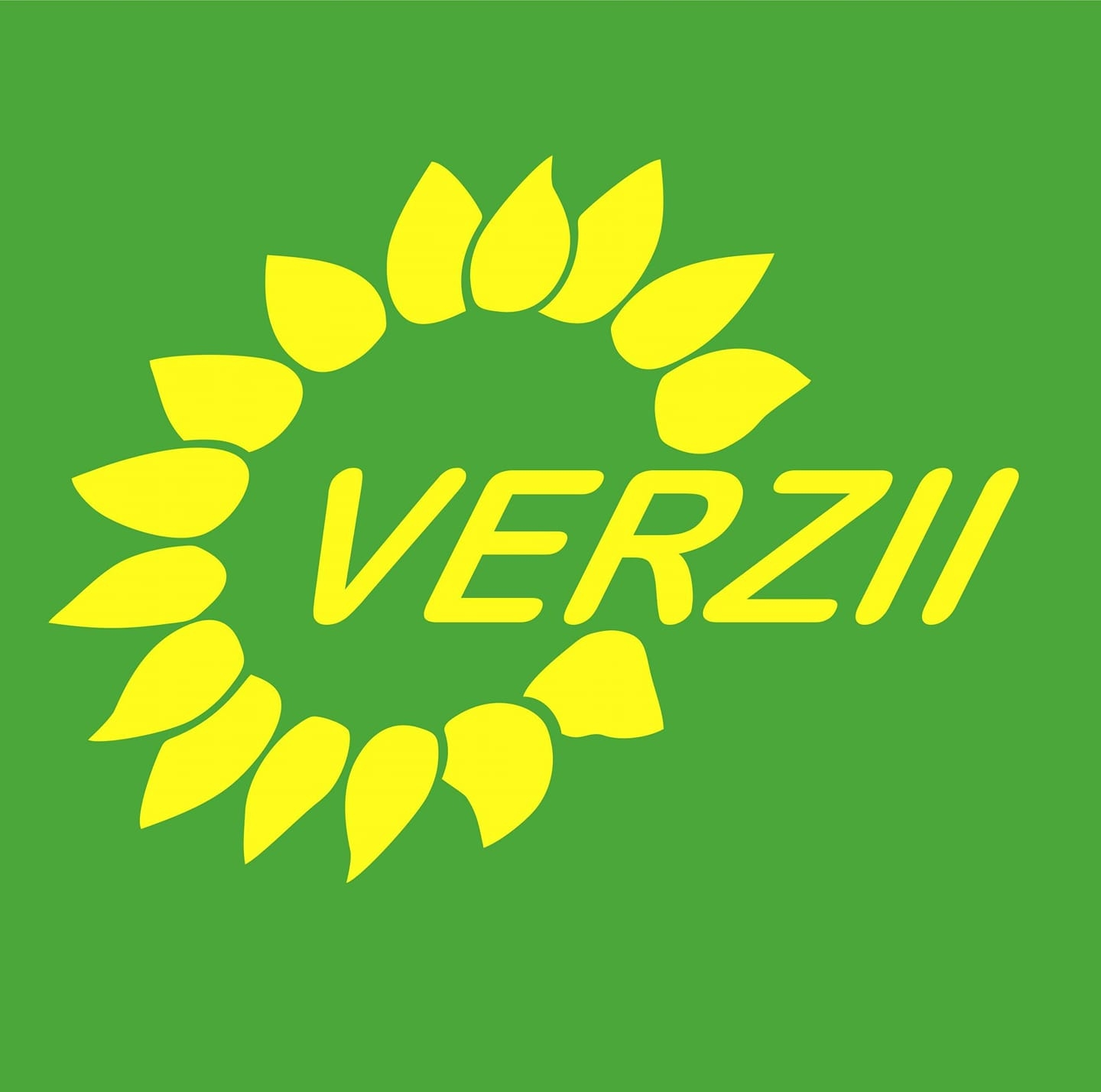
Simbolo tra il 2019 e il 2022
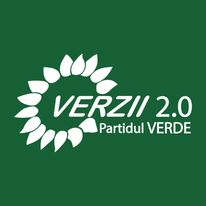
Simbolo dopo il 2022